# M29-Klasse
Die M29-Klasse war eine Klasse von fünf Monitoren der britischen Marine, die alle im Laufe des Jahres 1915 gebaut und vom Stapel gelassen wurden. Die Schiffe waren eine verkleinerte Version der M15-Klasse.
Auslöser für den Bau war die Verfügbarkeit von zehn 15,2-cm-L/45-Geschützen, die ursprünglich für die Schlachtschiffe der Queen-Elizabeth-Klasse bestimmt waren, dort aber aus baulichen Gründen nicht zum Einsatz kamen. Die Schiffe wurden mit Mitteln des Kriegsnotprogramms (Emergency War Programme) für Schiffbau beschafft. Der Bauauftrag ging im März 1915 an die Werft von Harland & Wolff in Belfast, die ihrerseits einen Unterauftrag für die beiden Schiffe M32 und M33 an Workman Clark Limited vergaben.

## Einheiten
| Name | Bauwerft                 | Kiellegung | Stapellauf    | Indienststellung | Verbleib |
| ---- | ------------------------ | ---------- | ------------- | ---------------- | --- |
| M29  | Harland & Wolff, Belfast | März 1915  | 22. Mai 1915  | 22. Juni 1915    | später in HMS Medusa und HMS Talbot umbenannt, 1946 verkauft                                                                                        |
| M30  | Harland & Wolff, Belfast | März 1915  | 23. Juni 1915 | 9. Juli 1915     | gesunken am 14. Mai 1916 |
| M31  | Harland & Wolff, Belfast | März 1915  | 24. Juni 1915 | 9. Juli 1915     | 1948 verschrottet |
| M32  | Workman, Clark, Belfast  | März 1915  | 22. Mai 1915  | 20. Juni 1915    | im Januar 1920 verkauft |
| M33  | Workman, Clark, Belfast  |            | 22. Mai 1915  | 24. Juni 1915    | eines der heute noch existierenden Kriegsschiffe aus dem Ersten Weltkrieg.; sie liegt im Trockendock nahe der Victory in der Marinebasis Portsmouth |